# Russell Malone
Russell Malone, född 8 november 1963 i Albany, Georgia, död 23 augusti 2024 i Japan, var en amerikansk, i huvudsak självlärd, swinggitarrist. Han spelade även bebop. Han började 1988 ett samarbete med Jimmy Smith och på 1990-talet med Harry Connick Jr. och Diana Krall.

## Diskografi
- 1992 – Russell Malone (Columbia)
- 1993 – Black Butterfly (Columbia)
- 1998 – Sweet Georgia Peach (Impulse!)
- 1999 – Wholly Cats (Venus)
- 2000 – Look Who's Here (Verve)
- 2001 – Heartstrings (Verve)
- 2003 – Jazz at the Bistro [med Benny Green] (Telarc)
- 2004 – Bluebird [med Benny Green] (Telarc)
- 2004 – Playground (Maxjazz)
- 2006 – Live at Jazz Standard, Volume One (Maxjazz)
- 2007 – Live at Jazz Standard, Volume Two (Maxjazz)
- 2009 – Portrait Northwestern State University Jazz Ensemble featuring Russell Malone
- 2010 – Triple Play (Maxjazz)